# Heinrich von Mügeln
Heinrich von Mügeln (též Heinrich von Mügelin, Heinrich Mogelin, Heinrich von Mogelyn, Heinrich von Mogilin či Henrich Migeling; asi 1319, Mügeln – kolem 380) byl středověký hudebník - minnesänger, tvůrce milostných písní, básní, bajek, kronik a pořekadel ve střední horní němčině. Patřil mezi dvanáct mistrů pěvců.

## Život
Život a dílo Heinricha von Mügeln jsou jen obtížně doložitelné. Jeho první školní vzdělání a významné základy jeho pozdějšího univerzitního studia získal od donínského faráře, který jej později vyslal do Míšně na latinskou školu sv. Afry, kde se mu dostalo vzdělání v oblasti chrámového zpěvu.
Další známé Henrichovo působení je pobyt v Praze roku 1340 na dvoře českého krále Jana Lucemburského. V té době města Mohelná (Mügeln) i Donín (Dohna) patřila pod českou korunu. Mezi Heinrichem a princem Karlem Lucemburským, pozdějším českým králem a římským císařem Karlem IV., se vyvinulo blízké přátelství. Když se Karel v roce 1346 stal římskoněmeckým králem (protikrálem), zvolil si Henricha za svého rádce ve státních záležitostech.
U pražského dvora se Henrich Migelink těšil velké vážnosti jako dvorní básník, i jako učenec. Na nově založené pražské universitě Karlem IV. 1348 byl Henrich Migelink se svou prací na téma Písmo svaté jedním z prvních promovaných studentů.
V roce 1346 následoval Markétu, jednu z Karlových dcer, ke dvoru uherského krále Ludvíka I. V letech 1352/1353 zde sepsal Uherskou kroniku a nadále sloužil jako Ludvíkův učitel, poradce a otcovský přítel. Když Markéta na konci roku 1353 podlehla morové nákaze, vrátil se Henrich Migelink zpět k pražskému dvoru. Zde v roce 1355 vytvořil oslavnou báseň „Der meide cranz“ na počest Karla IV., jenž se v tomto roce stal římskoněmeckým císařem.
V následujícím roce však docházelo k častým rozepřím s Karlem IV. Když se roku 1358 další Karlova dcera, Kateřina, vdávala za rakouského vévodu Rudolfa IV., následoval ji. Roku 1365 vévoda Rudolf IV. zemřel, a Henrich Migelink přesídlil ke štýrskému dvoru Hernita von Petaus. Zde roku 1371 přeložil Německé žalmy („Psalmen der Deutschen“), své poslední známé dílo.

## Závěr života a smrt
Henrich Migelink zemřel kolem roku 1380 na neznámém místě.